# Carlo Verna
Carlo Verna (Napoli, 16 marzo 1958) è un giornalista italiano.

## Biografia
All'età di 19 anni è giornalista pubblicista: scrive i suoi primi articoli sul quotidiano Roma di Napoli. Dopo aver concluso gli studi superiori, diplomandosi al liceo classico "Genovesi" di Napoli col massimo dei voti, nel 1981 si laurea, con 110 e lode, in Giurisprudenza all'Università "Federico II di Napoli.
Successivamente inizia la professione forense. È stato iscritto all'albo degli avvocati e dei procuratori legali di Napoli.
Dal 1987 è giornalista professionista. Lavora alla sede regionale Rai della Campania. Si occupa in particolare di sport ma è anche conduttore del telegiornale regionale della Campania. È inoltre una delle voci di Tutto il calcio minuto per minuto su Rai Radio 1 e segue dagli inizi degli anni 90 per il Giornale Radio Rai i campionati mondiali ed europei (e le Olimpiadi) di nuoto, pallanuoto, tuffi e nuoto sincronizzato.
In televisione nella prima metà degli anni novanta ha condotto la rubrica C Siamo, rotocalco del lunedì pomeriggio di Rai 3 dedicato alla serie C di calcio.
Dal 2006 al 2012 è stato segretario del sindacato dei giornalisti Rai (Usigrai)
Dal novembre 2017 al novembre 2021 è stato il presidente del consiglio nazionale dell'Ordine dei Giornalisti.
È sposato con Livia Crisci ed ha due figli, Gianluca e Marco.   

## Premi e riconoscimenti
- Premio Coni-Ussi come miglior giornalista radiofonico dell'anno (2012);
- Targa Provenzali dell'Unione nazionale cronisti (2013)[1].